# Бобриківська сільська рада (Пінський район)
Бобриківська сільська́ ра́да (біл. Бабрыкоўскі сельсавет) — адміністративно-територіальна одиниця у складі Пінського району Берестейської області Білорусі. Адміністративний центр — село Бобрик.

## Склад
Населені пункти, що підпорядковувалися сільській раді станом на 2009 рік:
| Населений пункт | Тип  | Населення, осіб (2009) |
| --------------- | ---- | ---------------------- |
| Бобрик          | село | 422                    |
| Доброславка     | село | 348                    |
| Забереззя       | село | 7                      |
| Конотоп         | село | 22                     |
| Липники         | село | 193                    |
| Мала Плотниця   | село | 230                    |
| Плоскинь        | село | 451                    |
| Теребень        | село | 278                    |
| Чамля           | село | 137                    |

## Населення
За переписом населення Білорусі 2009 року чисельність населення сільської ради становила 2088 осіб.

### Національність
Розподіл населення за рідною національністю за даними перепису 2009 року:
| Національність            | Осіб | Відсоток |
| ------------------------- | ---- | -------- |
| білоруси                  | 2040 | 97,70 %  |
| росіяни                   | 28   | 1,34 %   |
| українці                  | 13   | 0,62 %   |
| поляки                    | 2    | 0,10 %   |
| національність не вказана | 2    | 0,10 %   |
| вірмени                   | 1    | 0,05 %   |
| литовці                   | 1    | 0,05 %   |
| молдовани                 | 1    | 0,05 %   |
| Разом                     | 2088 | 100 %    |